# 크레이그 스티븐스

크레이그 스티븐스(Craig Stevens, 1918년 7월 8일 ~ 2000년 5월 10일)는 미국의 배우이다.
로스앤젤레스에서 사망하였다. 사인은 암이다.

## 출연 작품
- 특수 경관 콘돌 (1986년)
- 할리우드의 건달들 (1981년)
- 용감한 형제 (1977년)
- 건 (1967년)
- 피터 건 (1958년)
- 부캐넌의 고독한 질주 (1958년)
- 죽음의 사마귀 (1957년)
- 애보트와 코스텔로 닥터 지킬과 미스터 하이드 만나다 (1953년)
- 낯선 사람으로부터의 전화 (1952년)
- 드럼스 인 더 딥 사우스 (1951년)
- 웨어 더 사이드워크 엔드 (1950년)
- 밤에서 밤으로 (1949년)
- 유머레스크 (1946년)
- 헐리우드 캔틴 (1944년)
- 님은 가시고 (1944년)
- 아이 원티드 윙스 (1941년)
- 스미스씨 워싱톤 가다 (1939년)

### 텔레비전
- 사랑의 유람선 (1977년)
- 형사 Q (1976년)
- 호텔 - 시리즈 (1983년)
- 꿈꾸는 낙원 (1978년)
- 야망의 계절 (1976년)
- 달라스 (1978년)